# 道の駅上ノ国もんじゅ
道の駅上ノ国もんじゅ（みちのえき かみのくにもんじゅ）は、北海道檜山郡上ノ国町にある国道228号の道の駅である。
駅名は駅から20m離れたところに立つ、知恵の仏・文殊菩薩に似た「文殊岩」から名づけられた。

## 主な施設
- 駐車場
  - 普通車：45台
  - 大型車：3台
  - 身障者用：2台
- トイレ
  - 男：大 5器（2器） 小 8器（3器）
  - 女：8器（4器）
  - 身障者用：2器（1器）

※（）内は24時間使用可能
- 公衆電話：1台
- 公衆FAX：1台
- レストラン「文殊」（11:00 - 20:00（11月 - 3月のみ、- 19:00。全期間とも、オーダーストップは、閉店30分前））
- 物産販売コーナー
- 図書館

## 休館日
- 毎週月曜日（祝日の場合、翌日）
- 年末年始

## アクセス
- 国道228号

## 周辺
- 洲根子岬
- 洲根子岬灯台
- 上ノ国漁港
- 花沢温泉
- 天の川